# Eccellenza Toscana 2005-2006
Il campionato italiano di calcio di Eccellenza regionale 2005-2006 è stato il quindicesimo organizzato in Italia. Rappresenta il sesto livello del calcio italiano.
Questi sono i gironi organizzati dal comitato regionale della regione Toscana.

## Girone A

### Squadre partecipanti
| Squadra                               | Città                      |
| ------------------------------------- | -------------------------- |
| U.S. Artigianato Industria Larcianese | Larciano (PT)              |
| A.S.D. Camaiore Calcio                | Camaiore (LU)              |
| A.S.D. Castelfranco S.R.              | Castelfranco di Sotto (PI) |
| F.C. Esperia Viareggio                | Viareggio (LU)             |
| U.S. Forte dei Marmi                  | Forte dei Marmi (LU)       |
| A.S.D. Fortis Lucchese 1905           | Lucca (LU)                 |
| U.S.D. Gavorrano                      | Gavorrano (GR)             |
| S.S. Impavida A.S.D.                  | Vernio (PO)                |
| G.S.D. Lunigiana 1919                 | Pontremoli (MS)            |
| U.S. Massetana                        | Massa Marittima (GR)       |
| A.C. Montemurlo A.S.D.                | Montemurlo (PO)            |
| G.S. P.A. Pontremolese A.S.D.         | Pontremoli (MS)            |
| A.C. Quarrata Olimpia A.S.D.          | Quarrata                   |
| G.S.D. Rosignano Sei Rose             | Rosignano Marittimo (LI)   |
| A.S.D. S. Maria a M. Montecalvoli     | Santa Maria a Monte (PI)   |
| Versilia 98                           | Seravezza (LU)             |

### Classifica finale
|  | Pos. | Squadra                                 | Pt | G  | V  | N  | P  | GF | GS | DR  |
|  | ---- | --------------------------------------- | -- | -- | -- | -- | -- | -- | -- | --- |
|  | 1.   | F.C. Esperia Viareggio                  | 65 | 30 | 20 | 5  | 5  | 51 | 24 | +27 |
|  | 2.   | Forte dei Marmi                         | 58 | 30 | 16 | 10 | 4  | 44 | 23 | +21 |
|  | 3.   | A.S.D. Castelfranco Stella Rossa        | 52 | 30 | 15 | 7  | 8  | 47 | 37 | +10 |
|  | 4.   | U.S.D. Ard. Ind. Larcianese             | 48 | 30 | 12 | 12 | 6  | 41 | 28 | +13 |
|  | 5.   | A.S.D. Camaiore Calcio (-1)             | 44 | 30 | 12 | 9  | 9  | 35 | 28 | +7  |
|  | 6.   | G.S. Rosignano Sei Rose                 | 43 | 30 | 12 | 7  | 11 | 46 | 45 | +1  |
|  | 7.   | U.S. Montecalvoli Centro Storico A.S.D. | 41 | 30 | 11 | 8  | 11 | 37 | 40 | -3  |
|  | 8.   | A.C. Montemurlo A.S.D.                  | 40 | 30 | 9  | 13 | 8  | 35 | 33 | +2  |
|  | 9.   | A.C.D. Lunigiana                        | 40 | 30 | 12 | 4  | 14 | 40 | 43 | -3  |
|  | 10.  | A.S.D. Fortis Lucchese 1905             | 39 | 30 | 10 | 9  | 11 | 38 | 35 | +3  |
|  | 11.  | U.S. Massetana                          | 39 | 30 | 10 | 9  | 11 | 36 | 36 | 0   |
|  | 12.  | G.S. P.A. Pontremolese A.S.D.           | 35 | 30 | 10 | 5  | 15 | 33 | 41 | -8  |
|  | 13.  | Versilia 98                             | 34 | 30 | 7  | 13 | 10 | 28 | 37 | -9  |
|  | 14.  | U.S. Gavorrano                          | 28 | 30 | 7  | 7  | 16 | 25 | 43 | -18 |
|  | 15.  | S.S. Impavida A.S.D.                    | 23 | 30 | 5  | 8  | 17 | 16 | 36 | -20 |
|  | 16.  | A.C. Quarrata Olimpia A.S.D.            | 22 | 30 | 4  | 10 | 16 | 19 | 42 | -23 |

#### Play-off Girone A Toscano
Semifinali
- Camaiore-Forte dei Marmi 1-1, 0-0.
- Larcianese-Castelfranco S.R. 1-0, 3-2.

Finali
- Larcianese-Forte dei Marmi 2-1, 0-1.

#### Play-out Girone A Toscano
- Impavida Vernio-Pontremolese 1-0, 1-1.
- Gavorrano-Versilia 1998 0-0, 2-1.

## Girone B

### Squadre partecipanti
| Squadra                          | Città                         |
| -------------------------------- | ----------------------------- |
| A.C.D. Barberino Mugello         | Barberino di Mugello (FI)     |
| A.C. Calenzano                   | Calenzano (FI)                |
| S.S.D. Calcio Castelfiorentino   | Castel Fiorentino (FI)        |
| U.S.D. Castelnuovese             | Castelnuovo dei Sabbioni (AR) |
| V.F.D. Colligiana                | Colle Val D'Elsa (SI)         |
| A.S.D. Figline                   | Figline Valdarno (FI)         |
| A.C.D. Marino Mercato Subbiano   | Subbiano (AR)                 |
| U.S. Montalcino                  | Montalcino (SI)               |
| A.C. Monteriggioni A.S.D.        | Monteriggioni (SI)            |
| A.S.D. Nuova Società Pol. Chiusi | Chiusi della Verna (AR)       |
| U.S. Pontassieve                 | Pontassieve (FI)              |
| A.S.D. Quarata                   | Arezzo (AR)                   |
| U.S.D. Rignanese                 | Rignano sull'Arno (FI)        |
| A.C. San Donato                  | San Donato in Poggio (FI)     |
| Pol. San Piero A Sieve A.S.D.    | San Piero a Sieve (FI)        |
| A.C.V. Scandicci A.S.D.          | Scandicci (FI)                |

### Classifica finale
|  | Pos. | Squadra                        | Pt | G  | V  | N  | P  | GF | GS | DR  |
|  | ---- | ------------------------------ | -- | -- | -- | -- | -- | -- | -- | --- |
|  | 1.   | A.S.D. Figline                 | 69 | 30 | 21 | 6  | 3  | 52 | 17 | +35 |
|  | 2.   | A.C.V. Scandicci A.S.D.        | 68 | 30 | 21 | 5  | 4  | 50 | 21 | +29 |
|  | 3.   | U.S.D. Castelnuovese           | 58 | 30 | 17 | 7  | 6  | 49 | 32 | +17 |
|  | 4.   | A.C. Calenzano                 | 50 | 30 | 14 | 8  | 8  | 33 | 21 | +12 |
|  | 5.   | Pol. San Piero a Sieve A.S.D.  | 44 | 30 | 11 | 11 | 8  | 29 | 27 | +2  |
|  | 6.   | A.C. Marino Mercato Subbiano   | 41 | 30 | 10 | 11 | 9  | 28 | 27 | +1  |
|  | 7.   | V.F.D. Colligiana              | 40 | 30 | 9  | 13 | 8  | 33 | 28 | +5  |
|  | 8.   | A.C. San Donato in Poggio      | 39 | 30 | 10 | 9  | 11 | 25 | 27 | -2  |
|  | 9.   | Pol. Nuova Società Chiusi      | 38 | 30 | 9  | 11 | 10 | 28 | 26 | +2  |
|  | 10.  | A.C.D. Barberino Mugello       | 38 | 30 | 8  | 14 | 8  | 28 | 27 | +1  |
|  | 11.  | A.C. Monteriggioni             | 38 | 30 | 11 | 5  | 14 | 29 | 39 | -10 |
|  | 12.  | S.S.D. Calcio Castelfiorentino | 38 | 30 | 7  | 17 | 6  | 29 | 24 | +5  |
|  | 13.  | U.S. Pontassieve               | 30 | 30 | 6  | 12 | 12 | 30 | 37 | -7  |
|  | 14.  | U.S. Montalcino                | 23 | 30 | 6  | 5  | 19 | 25 | 53 | -28 |
|  | 15.  | A.S.D. Quarata                 | 23 | 30 | 5  | 8  | 17 | 21 | 42 | -21 |
|  | 16.  | U.S.D. Rignanese               | 9  | 30 | 1  | 6  | 23 | 15 | 56 | -41 |

### Spareggi

#### Spareggio play-out
| Squadra 1     | Risultato | Squadra 2        |
| ------------- | --------- | ---------------- |
| Monteriggioni | 2 - 1     | Castelfiorentino |

| ??? 2006 | Monteriggioni | 2 – 1 | Castelfiorentino |  |

#### Play-off

##### Semifinale
| Squadra 1          | Totale      | Squadra 2     | Andata | Ritorno |
| ------------------ | ----------- | ------------- | ------ | ------- |
| San Piero a Sieve  | 1 - 1 (gfc) | Scandicci     | 0 - 0  | 1 - 1   |
| Athletic Calenzano | 2 - 3       | Castelnuovese | 1 - 0  | 1 - 3   |

andata
| ??? 2006 | San Piero a Sieve | 0 – 0 | Scandicci |  |

| ??? 2006 | Athletic Calenzano | 1 – 0 | Castelnuovese |  |

ritorno
| ??? 2006 | Scandicci | 1 – 1 | San Piero a Sieve |  |

| ??? 2006 | Castelnuovese | 3 – 1 | Athletic Calenzano |  |

##### Finale
| Squadra 1     | Totale | Squadra 2 | Andata | Ritorno |
| ------------- | ------ | --------- | ------ | ------- |
| Castelnuovese | 5 - 4  | Scandicci | 4 - 2  | 1 - 2   |

andata
| ??? 2006 | Castelnuovese | 4 – 2 | Scandicci |  |

ritorno
|  | Scandicci | 2 – 1 | Castelnuovese |  |

#### Play-out
| Squadra 1  | Totale | Squadra 2        | Andata | Ritorno |
| ---------- | ------ | ---------------- | ------ | ------- |
| Quarata    | 1 - 4  | Castelfiorentino | 1 - 3  | 0 - 1   |
| Montalcino | 4 - 2  | Pontassieve      | 3 - 0  | 1 - 2   |

andata
| ??? 2006 | Quarata | 1 – 3 | Castelfiorentino |  |

| ??? 2006 | Montalcino | 3 – 0 | Pontassieve |  |

ritorno
| ??? 2006 | Castelfiorentino | 1 – 0 | Quarata |  |

| ??? 2006 | Pontassieve | 2 – 1 | Montalcino |  |